# Dorothy Hoffman
Pour les articles homonymes, voir Hoffman.
Dorothy M. Hoffman (12 septembre 1915 - 13 décembre 1996) est une ingénieure chimiste américaine. En 1974, elle devient la première femme à être élue présidente de l'American Vacuum Society et la première femme à occuper la présidence d'une société scientifique aux États-Unis.

## Enfance et formation
Elle naît à New York et fréquente la City University of New York. Formée comme pianiste de concert, elle se produit à l'Academy of Music de Philadelphie. Dorothy Hoffman obtient un B.S. en génie chimique de l'Institut polytechnique de Rensselaer en 1947 et un MS en génie chimique de l'Université de Bucknell en 1948.

## Carrière
L'expertise technique d'Dorothy Hoffman portait sur la technologie des couches minces. Son premier emploi technique fut chez General Electric, où elle est chargée de découvrir la cause des taches sur les plats nettoyés dans les lave-vaisselle Hotpoint.
Elle et son mari Earl se sont rapidement installés à Philadelphie où elle travaille pour International Resistance Co. en tant qu'ingénieur de recherche avant d'être promue chef du développement des procédés. À cette époque, Dorothy Hoffman joue un rôle important dans le développement des résistances à film métallique évaporé.
Elle rejoint le laboratoire de recherche RCA David Sarnoff en 1962 en tant que membre du personnel technique, où elle travaille jusqu'à sa retraite en 1994. Aux laboratoires Sarnoff, elle est responsable du Thin Film Technology Service Group qui développait des revêtements par évaporation utilisés sur les cellules solaires, les disques vidéo optiques, les pièces de kinéscope et les guides d'ondes optiques. Elle reçoit le prix RCA Laboratories Outstanding Achievement Award en 1968 et le Video Disc Achievement Award en 1973. Ses séminaires d'enseignement, ses publications et ses brevets ont contribué de manière durable à faire progresser le développement et la mise en œuvre de la technologie des couches minces.
Lors de son départ à la retraite en 1990, elle dirigeait le laboratoire des couches minces du David Sarnoff Research Center à Penns Neck, où elle travaille pendant 28 ans.

## Société des femmes ingénieurs
Dorothy Hoffman était un membre actif de la Society of Women Engineers (SWE) aux niveaux local et national, siégeant à son conseil d'administration de 1980 à 1989. Elle est élue membre de la SWE en 1984 et a financé plusieurs bourses de la SWE et le développement de nouveaux programmes d'orientation professionnelle dans son testament.

## American Vacuum Society
En 1974, elle devient la première femme à être élue présidente de l'American Vacuum Society et la première femme à occuper le poste de présidente d'une société scientifique aux États-Unis.
Après sa retraite, elle continue à faire du bénévolat à l'American Vacuum Society. En 1993, elle a entrepris de rédiger un manuel de référence pour les scientifiques et les ingénieurs du vide afin de commémorer le 40e anniversaire de la société, ce qui a abouti à la publication du populaire "Handbook of Vacuum Science and Technology" par Academic Press, dont elle est la co-rédactrice principale.
En 2002, l'American Vacuum Society crée le prix Dorothy M. et Earl S. Dorothy Hoffman pour les étudiants « afin de reconnaître et d'encourager l'excellence dans la poursuite d'études supérieures dans les sciences et technologies intéressant l'AVS »,.